# A·G·庫克
亞歷山大·蓋伊·庫克（英語：Alexander Guy Cook，1990年8月23日—）是英國音樂製作人，歌手，詞曲作者和唱片公司PC Music的負責人。

## 外部連結
- PC Music official site
- A·G·庫克的Discogs页面 （英文）
- A. G. Cook on Twitter（页面存档备份，存于）
- A. G. Cook on Instagram（页面存档备份，存于）